# Шекеринцы
Шеке́ринцы (укр. Шекеринці) — село в Изяславском районе Хмельницкой области Украины. Население составляет 694 человека. Орган местного самоуправления — Шекеринецкий сельский совет.